# Bladtjärnen (Solleröns socken, Dalarna, 674128-142151)
Bladtjärnen är en sjö i Mora kommun i Dalarna och ingår i Dalälvens huvudavrinningsområde.